# Xavier Basiana
Xavier Basiana (Manresa, 1955) es un arquitecto, activista y fotógrafo catalán. Establecido en el barrio de la Sagrera de Barcelona, lideró la recuperación de la Nave Ivanow, una antigua fábrica que se consolidó como vivero de creación teatral. Actual director de la Nave Bostik.

## Biografía
Nacido en Manresa, vive desde los 17 años en la Sagrera, desde donde hace más de veinte que está vinculado al movimiento asociativo del barrio.
El diciembre de 1997 adquirió una fábrica antigua en la Sagrera que restauró para convertirla en centro cultural: la Nave Ivanow. A este proyecto le siguió la gestión de El Espacio30, el espacio contiguo a la fábrica que actualmente es un espacio de encuentro vecinal. Actualmente lidera la recuperación de las Naves Bostik como centro autogestionado de creación cultural contemporánea. 
Como arquitecto también ha estado implicado con su barrio de acogida. Su proyecto más relevante es el que tiene que ver con la urbanización del sector de la Sagrera. Con otros colaboradores ha escrito y editado libros sobre la historia y el urbanismo del Distrito de San Andrés.

## Obra

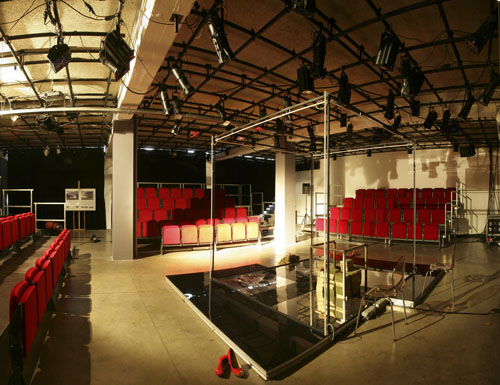
Sala Andy Warhol, de la Nave Ivanow, uno de sus proyectos más conocidos.

### Fotografía
Sus fotografías documentan los procesos de transformación urbana y arquitectónica de Barcelona al tumbando del siglo XXI. Hay que situarlas en la tradición de las diversas representaciones fotográficas de la ciudad desde la época de la Exposición Universal del 1888 hasta el Foro Universal de las Culturas del 2004. En colaboración con el fotógrafo Jaume Orpinell, sus imágenes muestran el reto que la nueva economía global plantea al patrimonio histórico industrial de Barcelona. Algunas de sus fotografías forman parte de la colección permanente del MACBA.

### Arquitectura

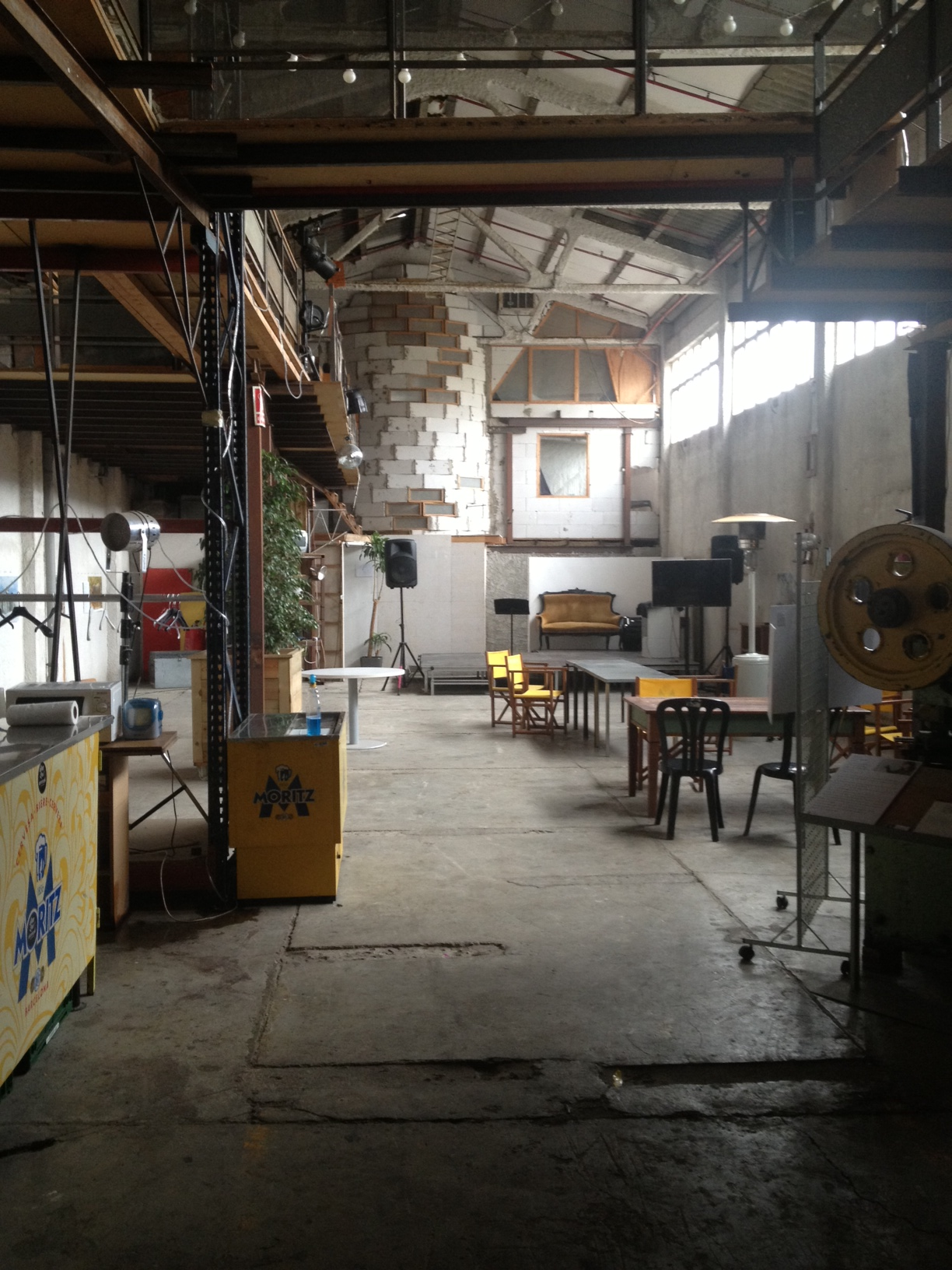
Una de las naves Bostik acondicionada con bar, zona de sofás y escenario al fondo, noviembre de 2016.

Como arquitecto, ha ideado varios proyectos de la Barcelona de los noventa, como el proyecto del Museo Olímpico de Barcelona. Por otro lado, ha impulsado exposiciones de arquitectura, como por ejemplo Construyendo la ciudad, Planes y proyectos y Ciudad y fábrica. Un recorrido por el patrimonio industrial de Barcelona.
Ha colaborado en varios libros y ha editado 1984-1994 Barcelona transfer. San Andrés – La Sagrera. Planificación urbana = urban development = planificación urbana (1995), La Sagrera, del Riego Condal al TGV (1997) y 1995–2011 Barcelona transfer. San Andrés – la Sagrera. De tierra baldía a puerta de entrada de Europa (2011). Con Jaume Orpinell y Martí Checa también ha publicado el libro Barcelona, ciudad de fábricas (2000).

## Premios y reconocimientos
Fue galardonado con la Medalla de Honor de Barcelona el 2009.